# Burokaraistėlė

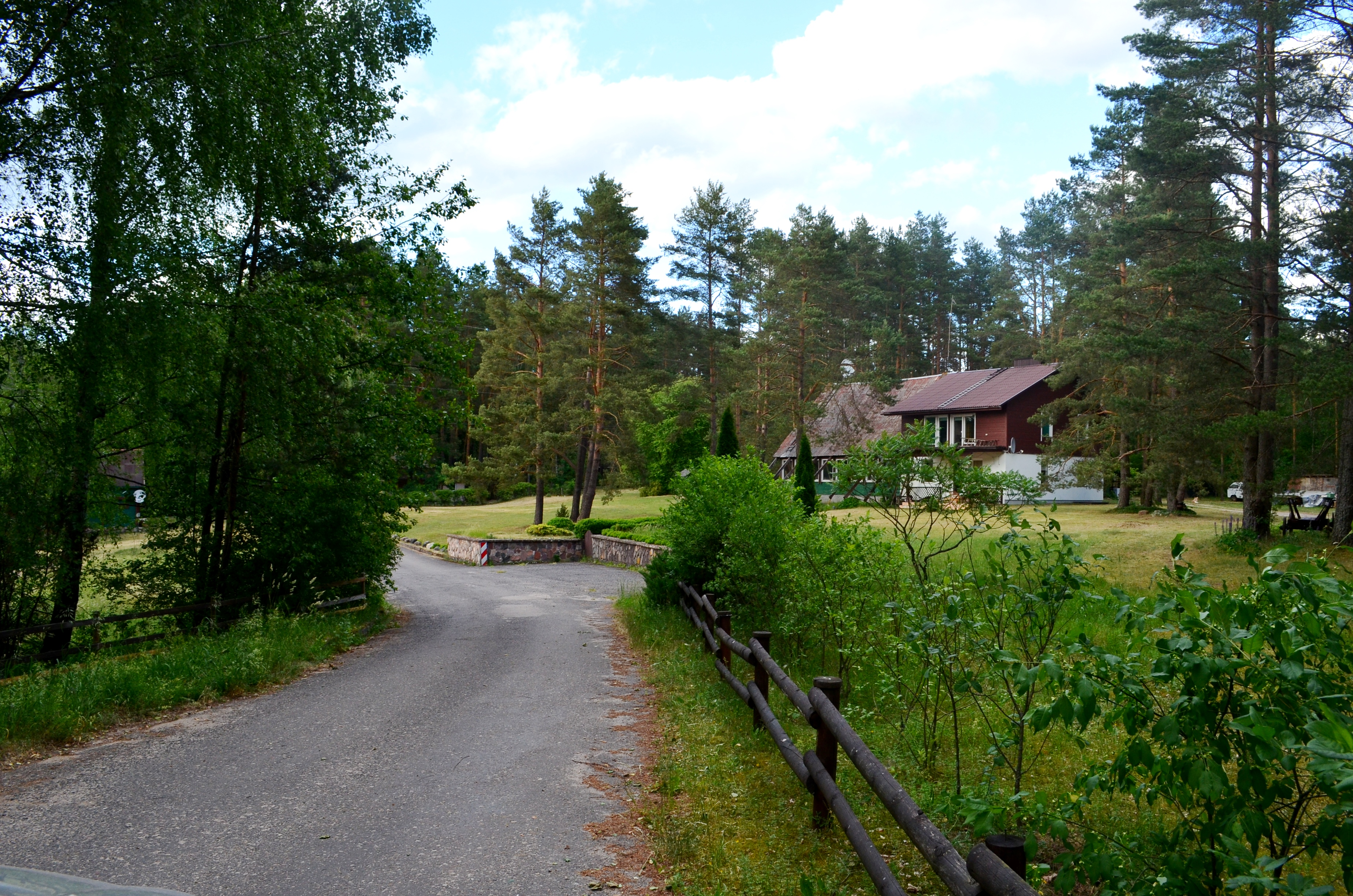

Burokaraistėlė is een dorp in het zuiden van Litouwen een kleine 100 kilometer ten zuidwesten van de hoofdstad Vilnius. Het gehucht ligt aan het gelijknamige meertje en vlak bij in het 55.000 ha grote Nationaal Park Dzūkija. In het dorp ligt een klein hotel, Vila Ūla. 

## Verkeer en vervoer
Het dorp ligt vlak bij de nationale hoofdweg A4, die Vilnius verbindt met Druskininkai en Grodno.

## Bevolking
Burokaistėlė telde in 2011 7 inwoners, van wie 2 mannen en 5 vrouwen.

| Inwoners per jaar |        |
| Jaar              | Aantal |
| 1979              | 20     |
| 2001              | 36     |
| 2011              | 7      |